# Loriot & Mélia
Loriot & Mélia, de leurs vrais noms François Loriot et Chantal Mélia, sont deux artistes contemporains français produisant une œuvre à quatre mains.
François Loriot est décédé le 3 novembre 2014.

## Œuvre
C'est en ces termes que le duo raconte la genèse de leur travail : « Nous avons une production commune depuis 1992. Un soir, une nuit, le hasard a voulu que l'on repère - ensemble - sur le mur, une très extraordinaire tache de lumière. Subjugués par le mystère de cette tache, nous sommes restés un long moment à la décrypter. L'énigme fut résolue lorsque l'on vit le chat s'étirer : il s'était endormi en cachant une partie du miroir posé sur le lit encombré d'objets divers. Le chat sauta, l'image disparut, le miracle était fini ! ».
Utilisant la lumière comme révélateur, les œuvres des Loriot & Mélia sont des installations qui mêlent poésie et magie. Ils revendiquent leur inspiration dans toutes les formes d'art (cinéma, littérature, peinture) mais aussi dans la vie quotidienne.
Les premières œuvres rassemblent des objets hétéroclites qui prennent sens grâce à la lumière qui vient faire naître une nouvelle image sur le mur (Jour de fête / L'auréolus). Il s'agit d'un jeu sur les ombres. D'autres utilisent des moteurs ou mécanismes pour des installations en mouvement (Ready-made in China /  Le paradoxe du menteur).

## Principales expositions

### Expositions personnelles
- 2011 : "Parts d'ombre" exposition dans le cadre du Parcours Contemporain à Fontenay-le-Comte (8 juillet - 1er octobre 2011).
- 2010 : exposition au musée des Beaux-Arts d'Angers (30 octobre 2010 - 3 avril 2011).
- 2008 : exposition à la galerie Le salon, Nantes.
- 2006 : « Après la Photographie », Forum de l’image, Pavillon des abattoirs, Toulouse.
- 2005 : « Notre, Votre, Leurre », Centre d’art de Liévin, Liévin.
- 2003 : « Soit Disant » [sic], Le Ring, Nantes.
- 2003 : « Au Vu et au Su », Galerie Rabouan-Moussion, Paris.
- 2001 : « Ilusiones y Desenganos », MAMBA (Musée d’Art Moderne de Buenos Aires), Buenos Aires.
- 2000 : « Braconnages », Espace Diderot, Rezé, Nantes.
- 2000 : « Loriot-Mélia », M.O.I (Museum of Installation), Londres.
- 1999 : « Mise en Pièces », Galerie Rabouan Moussion, Paris.
- 1998 : « Chorus », Chapelle Saint Jacques, Centre d’Art Contemporain, Saint-Gaudens.
- 1998 : « Une Déprise de la Photographie », Galerie Dazibao, Montréal, Canada.

### Expositions collectives
- 2010 : « Éloge de la Différence », exposition organisée par le salon espace d'exposition L’Atelier, Nantes.
- 2009 : Salon du Dessin Contemporain, galerie Iconoscope, carré Sainte Anne, Montpellier.
- 2008 : « La dégelée Rabelais », galerie Iconoscope (imago mundi), Montpellier.
- 2007 : Festival Arbres et Lumières, Ville de Genève, Place de la Madeleine, Genève.
- 2006 : « L'art dans les chapelles », festival art contemporain et patrimoine religieux en Bretagne, Chapelle St-Gildas, Bieuzy les Eaux.
- 2005 : « Lumières incidentes », Université des Sciences & Technologies, Espace Culture de l’USTL, Lille.
- « Les petits édifices », choix dans la collection FRAC Alsace, Mulhouse.
- « The Scarecrow », Fondation Averoff, Averoff Museum of Modern Greek Art, Metsovo, Grèce.
- « L'Éphémère, le Fugitif et le Multiple », salon de Montrouge, Montrouge.
- « Nuit Jour », exposition nocturne dans les vitrines EDF, Nantes.
- « Les Métamorphoses de l’ange », Centre d’Art de Tanlay, Tanlay.
- « Collection 2 », Fondation Claudine et Jean-Marc Salomon, Alex.
- « Vénus en Périgord », Conseil Général de la Dordogne, St Cyprien.
- « Le FRAC est à Vous », Centre culturel Joël Le Theule, Sablé sur Sarthe.

### Collections publiques et fondations
- Fonds national d’art contemporain, Paris
- Fonds Régional d’art contemporain, Pays de la Loire
- Fonds Régional d’Art Contemporain, Alsace
- Fonds Régional d’Art Contemporain, PACA
- Artothèque de Nantes
- Fondation Claudine et Jean-Marc Salomon
- Musée des beaux-arts d'Angers